# Finestra epidèrmica

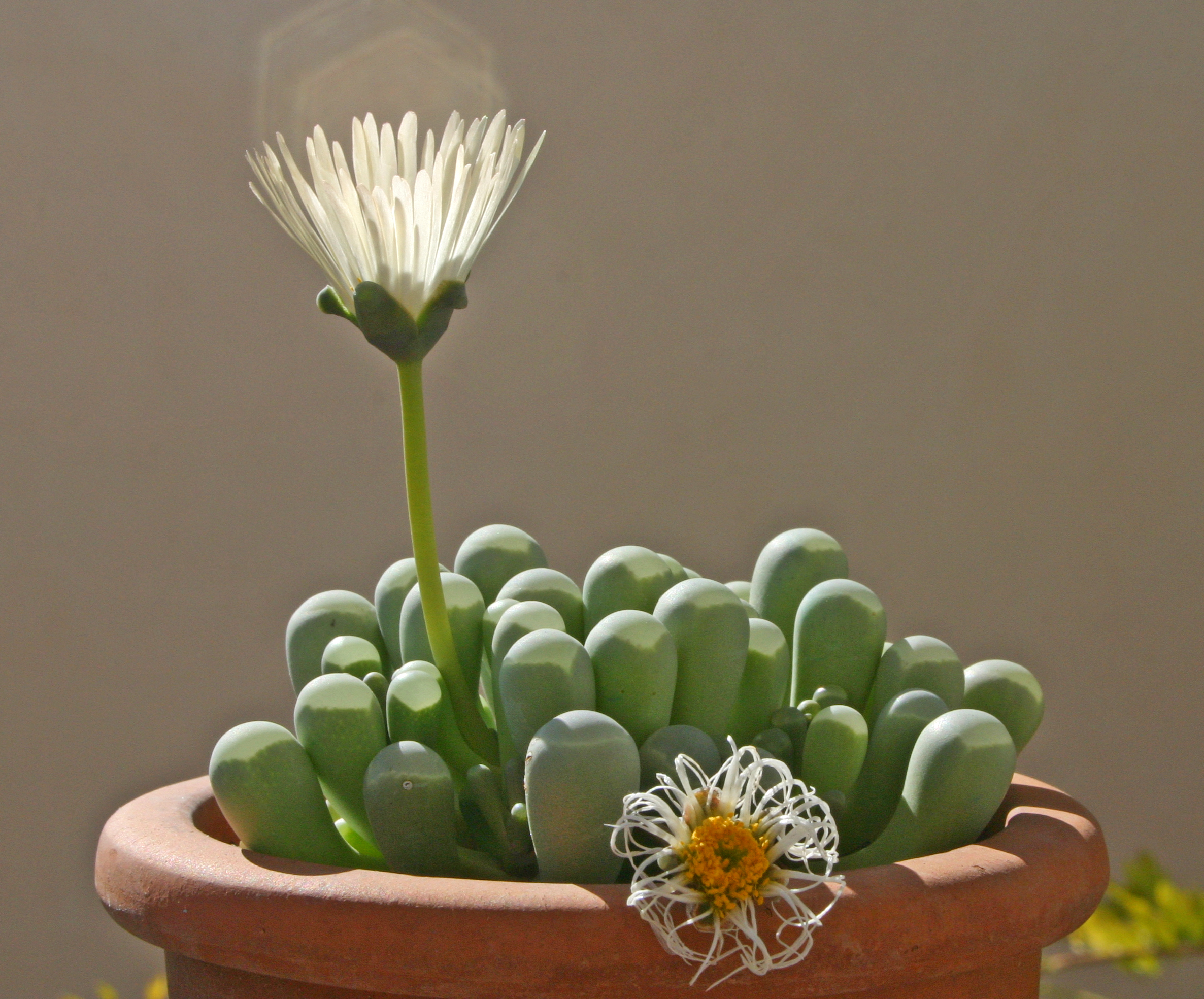
Una flor de Fenestraria rhopalophylla, anomenada així per la finestra translúcida de la fulla a les puntes de la seva fulla modificada.

La finestra de la fulla, també coneguda com a finestra epidèrmica, és una estructura de fulla especialitzada que consisteix en una zona translúcida on la llum solar pot entrar a les superfícies interiors de la fulla modificada de la planta on es pot produir la fotosíntesi. Això també se la coneix com a fenestració. L'estructura translúcida pot incloure teixit epidèrmic i, en algunes plantes suculentes, consta de diverses capes cel·lulars de parènquima, que també poden funcionar com a teixit d’emmagatzematge d'aigua. Pot aparèixer com una gran taca contínua, una regió bigarrada o reticulada, o com a nombroses taques petites. Aquesta adaptació estructural es troba en certes plantes suculentes originàries de climes àrids, que permeten que gran part de la planta romangui sota la superfície del sòl on es protegeix de la dessecació de vents i calor extrems alhora que optimitza l’absorció de llum augmentant la superfície fotosintètica. Moltes de les espècies conegudes que contenen finestres foliars són originàries de Sud-àfrica i països veïns.

## Funcions
La funció principal de les finestres translúcides de l'epidermis de les fulles és augmentar l'absorció d’energia radiant i, per tant, la taxa de fotosíntesi.
Les finestres epidèrmiques se solen situar a l’àpex de les fulles, cosa que permet capturar i utilitzar la llum solar sense obstacles fins i tot quan la planta està enterrada sota la superfície del sòl. L'absència d'estomes al teixit translúcid de la finestra evita la pèrdua d’aigua a la planta. Això permet a les plantes suculentes minimitzar l'exposició de la superfície de la fulla a l'entorn exterior i reduir el risc de dessecació sota una calor intensa. La superfície de fotosíntesi verda real està oculta a la part subterrània de la planta, de manera que només recull la llum difusa que incideix en les finestres, que al seu torn l'enfoca i la canalitza cap a la superfície interior de les fulles. Els experiments amb espècies de plantes suculentes Lithops han demostrat que la mida de les finestres de les fulles es correlaciona inversament amb la irradiació solar de l'hàbitat. Les finestres epidèrmiques de les plantes que creixien en regions d’irradiació elevada i de precipitacions baixes eren més petites que les plantes que creixien en regions ennuvolades i amb altes precipitacions. Es presumeix que la variació de mida va evolucionar per permetre a les plantes individuals establir la seva captació òptima de llum solar en funció del seu entorn.
Les plantes carnívores també poden fer ús de trampes en creixement (fulles altament modificades) que utilitzen la llum solar per atreure i/o confondre els insectes i augmentar l'eficàcia de la trampa.

## Espècies

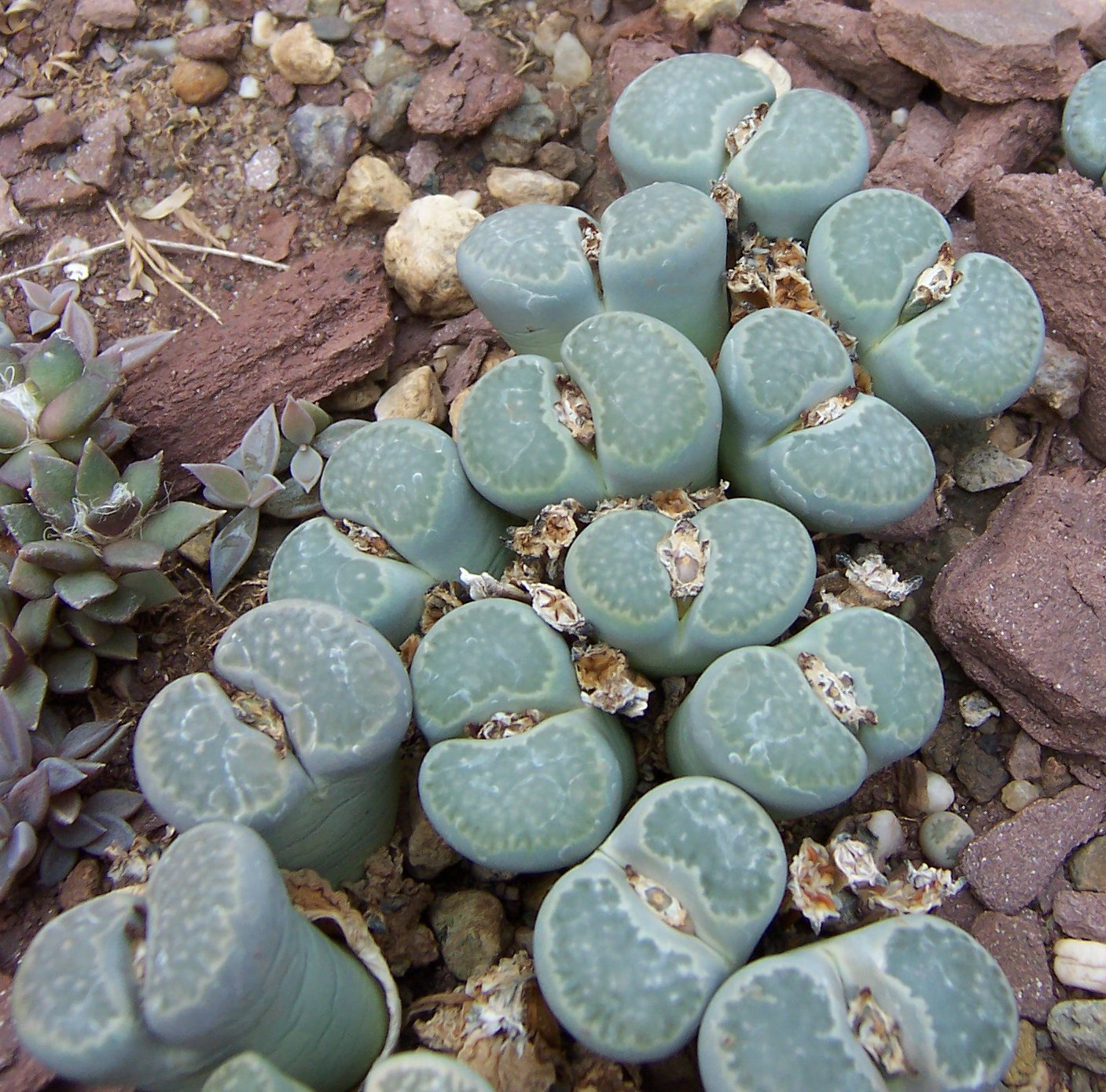
La finestra epidèrmica de Lithops salicola té una aparença clapejada, que actua com a camuflatge

Els gèneres de plantes amb nombroses espècies que presenten finestres epidèrmiques translúcides inclouen:
- Bulbine spp. (B. haworthioides, B. mesembryanthemoides, etc.)
- Conophytum spp.[9]
- Callisia spp. (C. navicularis, etc.)
- Fenestraria spp.
- Frithia spp.
- Haworthia spp.
- Haworthiopsis spp. (H. koelmaniorum, H. tessellata, etc.)
- Lithops spp.
- Pleiospilos spp. (Questionable)
- Peperomia spp.: notablement P. columella[4] iP. nivalis
- Sarracenia spp.

Diverses altres espècies de plantes tenen finestres epidèrmiques:
- Cephalotus follicularis
- Darlingtonia californica
- Senecio rowleyanus

Les plantes amb finestres de fulla de vegades es coneixen com a plantes de finestres, tot i que aquest també és el nom comú que es fa referència a Fenestraria rhopalophylla.